# Дружба (Костанайский район)
Дружба (каз. Дружба) — упразднённое село в Костанайском районе Костанайской области Казахстана. В 1997 году включено в состав города Костанай. Входило в состав Краснопартизанского сельского округа.

## Население
По переписи 1989 году в селе проживало 768 человек. Национальный состав: русские — 43 %, немцы — 32 %.